# Kappa
La kappa o el capa(del grec κάππα káppa; en majúscula, Κ; en minúscula, κ o ϰ), és la desena lletra de l'alfabet grec. Té un valor numèric de 20.